# Josphat Machuka
Josphat Machuka (Kisii, 12 december 1973) is een voormalige Keniaanse atleet, die op de 5000 en 10.000 m verschillende Afrikaanse titels op zijn naam schreef. Hij nam eenmaal deel aan de Olympische Spelen, maar won hierbij geen medailles.

## Loopbaan
In 1992 en 1993 won Machuka een bronzen medaille bij de wereldkampioenschappen veldlopen voor junioren. Bij de senioren werd hij op deze zelfde kampioenschappen in 1996 tiende en veroverde hij in het landenklassement met het Keniaanse team de gouden plak.
In 1992 nam hij ook deel aan de wereldkampioenschappen voor junioren in Seoel, maar omdat Machuka de uiteindelijke winnaar Haile Gebrselassie tijdens de finale van de 10.000 m een heuse nekslag gaf, werd hij gediskwalificeerd. Machuka uitte op deze wijze zijn teleurstelling over de van Gebrselassie verloren eindsprint. Bij de Afrikaanse kampioenschappen dat jaar gedroeg hij zich wél volgens de regels en won hij goud op de 10.000 m.
Drie jaar later werd Josphat Machuka op de Afrikaanse Spelen zelfs dubbelkampioen: zowel op de 5000 m als de 10.000 m behaalde hij de overwinning. Tijdens de Olympische Spelen van Atlanta in 1996 werd hij op de 10.000 m vijfde. Opnieuw kwam hij in deze race Haile Gebrselassie tegen, die hier olympisch kampioen werd. Hij werd ook vijfde op het wereldkampioenschap 10.000 m in 1995.
Machuka was ook een succesvolle wegatleet. In 1994 en 1995 won hij de Bloomsday Run, en in 1995 de Steamboat klassieke 4 mijl. In Nederland won hij de Zevenheuvelenloop (15 km) in 1995 en 1996 en de Dam tot Damloop in 1993 en 1996.

## Titels
- Kampioen Afrikaanse Spelen 5000 m - 1995
- Kampioen Afrikaanse Spelen 10.000 m - 1995
- Afrikaans kampioen 10.000 m - 1992
- Keniaans kampioen 10.000 m - 1995, 1996

## Persoonlijke records
Baan
| Onderdeel | Prestatie | Datum            | Plaats    |
| --------- | --------- | ---------------- | --------- |
| 5000 m    | 13.04,04  | 8 juli 1996      | Stockholm |
| 10.000 m  | 27.10,34  | 25 augustus 1995 | Brussel   |

Weg
| Onderdeel    | Prestatie | Datum             | Plaats     |
| ------------ | --------- | ----------------- | ---------- |
| 12 km        | 34.30     | 8 mei 1999        | Evansville |
| 15 km        | 42.23     | 19 november 1995  | Nijmegen   |
| 10 Eng. mijl | 45.42     | 20 september 1998 | Zaandam    |

## Palmares

### 5000 m
- 1992:  Afrikaanse kamp. - 13.28,85
- 1994: 6e 	Adriaan Paulen Memorial (Hengelo) - 13.37,39
- 1995:  Afrikaanse Spelen - 13.31,11

### 10.000 m
- 1992:  Afrikaanse kamp. - 27.59,70
- 1995:  Afrikaanse Spelen - 28.03,6
- 1995: 5e WK - 27.23,72
- 1996: 5e OS - 27.35,08

### 5 km
- 1994:  5 km van Carlsbad - 13.21

### 4 Eng. mijl
- 1996:  4 mijl van Groningen - 18.02
- 1998: 4e 4 mijl van Groningen - 18.42
- 2002: 6e 4 mijl van Groningen - 18.46

### 12 km
- 1994:  Bay to Breakers - 34.04
- 1995:  Bay to Breakers - 34.01

### 15 km
- 1995:  Zevenheuvelenloop - 42.24
- 1996:  Zevenheuvelenloop - 43.06
- 1997:  Zevenheuvelenloop - 42.23
- 1999: 15e Zevenheuvelenloop - 45.31
- 2002:  Posbankloop - 44.31

### 10 Eng. mijl
- 1993:  Dam tot Damloop - 45.22
- 1994: 29e Dam tot Damloop - 51.46
- 1996:  Dam tot Damloop - 45.19
- 1998:  Dam tot Damloop - 45.42

### halve marathon
- 1994: 8e Bredase Singelloop - 1:03.52
- 2002: 4e halve marathon van Duiven - 1:04.52

### veldlopen
- 1992:  WK voor junioren - 23.37
- 1993:  WK voor junioren - 20.23
- 1996: 10e WK